# ۹۵ (پیش از میلاد)
۹۵ (پیش از میلاد) ۹۵مین سال قبل از تقویم میلادی است.